# Mummapacune
Mummapacune, pleme Algonquian Indijanaca s rijeke York, na području današnje Virginije, koje je pripadalo konfederaciji Powhatan. Godine 1607. u vrijeme dolaska kapetana Johna Smitha mogli su imati oko 100 ratnika; ukupno 350 (1612). Poimence im je bio poznat poglavica (werowance) Ottondeacommoc.
Spominje ih William Strachey (oko 1616) u Va., 62, 1849.

## Vanjske poveznice
- Powhatan Indian Locations